# Ferrari SF15-T
Ferrari SF15-T — гоночный автомобиль с открытыми колёсами, разработанный конструкторами команды Scuderia Ferrari для участия в чемпионате мира в классе Формула-1 сезона 2015 года. Болид на гран-при пилотировали чемпион мира 2007 года Кими Райкконен и четырёхкратный чемпион мира Себастьян Феттель. В 19 гонках пилоты «Феррари» одержали три победы (остальные 16 этапов чемпионата выиграли пилоты Mercedes) и принесли команде второе место в Кубке конструкторов (после Mercedes).

## Презентация
Презентация болида состоялась 30 января 2015 года на официальном сайте Scuderia Ferrari, таким образом, второй год подряд команда проводит виртуальную презентацию без пышных мероприятий.

## Дизайн
Ferrari SF15-T является эволюционной доработкой прошлогоднего болида. В команде сосредоточились на увеличении прижимной силы, доработке силовой установки, а также улучшении управляемости, что являлось основными слабыми местами команды в прошлом сезоне. Носовая часть новинки имеет более плавное сечение, в отличие от предшественницы. Технический директор команды Джеймс Элиссон доволен внешним видом новинки:

Безусловно, в этом году внешний вид машины больше радует глаз. И её передняя часть, и задняя выглядят более органично. Она действительно красива.

## Тесты
Болид дебютировал 1 февраля на тестах в Хересе, за руль сел Себастьян Феттель, возглавив протокол дня. В общей сложности новинка возглавила протоколы 3 тестовых дней из 4, показав неплохую скорость и надежность.

## Результаты выступлений в Гран-при
На первом в сезоне Гран-при Австралии Себастьян и Кими квалифицировались  четвёртыми и пятыми соответственно. В Гонке Феттель принес  Феррари подиум, финишировав третьим.  В Гран-при Малайзии Себастьян Феттель квалифицировался  на первой линии стартового поля  - это было  впервые для Феррари с Малайзии 2013, а на следующий день Себастьян Феттель принес скудерии первую победу  с  Гран-при Испании 2013, а Кими Райкконен, стартовав 11,  хоть и получил прокол колеса на первом круге, откатившись назад, сумел  прорваться с последнего места на четвёртое.

## Результаты в чемпионате мира Формулы-1
| Легенда к таблице |                                                                    |
| --- | ------------------------------------------------------------------ |
| В таблице перечислены результаты всех Гран-при Формулы-1, в которых использовался автомобиль. Строками таблицы являются сезоны, столбцами — этапы чемпионата мира. В каждой клетке указаны сокращённое название этапа и результат, дополнительно обозначенный цветом. Расшифровка обозначений и цветов представлена в нижеследующей таблице. |                                                                    |
| \| Пример \| Описание \| \| ------------ \| ------------------------------------------------------------------ \| \| 1 \| Победитель \| \| 2 \| Второе место \| \| 3 \| Третье место \| \| 5 \| Финишировал, заработав очки \| \| Сход \| Не финишировал, но при этом заработал очки \| \| 12 \| Финишировал, не получив очков \| \| НКЛ \| Финишировал, но не попал в финальную классификацию \| \| 15 \| Участвовал вне зачёта, либо по отдельной классификации \| \| 18 \| Не финишировал, но попал в финальную классификацию \| \| Сход \| Не финишировал \| \| НКВ \| Не прошёл квалификацию \| \| НПКВ \| Не прошёл предквалификацию \| \| ДСК \| Дисквалифицирован \| \| ИСК \| Исключён из протокола соревнований \| \| ТТ \| Заявлен для участия только в тренировках \| \| НС \| Участвовал в квалификации, но не стартовал в гонке \| \| Т \| Травмирован или болен \| \| ОТК \| Отказ от участия \| \| НТР \| Прибыл на соревнования, но на трассу не выезжал \| \| НПР \| Был заявлен в числе участников, но не прибыл к началу соревнований \| \| О \| Соревнования отменены \| \| \| Не участвовал \| \| Поул-позиция \| \| \| Быстрый круг \| \| |                                                                    |
| Пример | Описание                                                           |
| 1 | Победитель                                                         |
| 2 | Второе место                                                       |
| 3 | Третье место                                                       |
| 5 | Финишировал, заработав очки                                        |
| Сход | Не финишировал, но при этом заработал очки                         |
| 12 | Финишировал, не получив очков                                      |
| НКЛ | Финишировал, но не попал в финальную классификацию                 |
| 15 | Участвовал вне зачёта, либо по отдельной классификации             |
| 18 | Не финишировал, но попал в финальную классификацию                 |
| Сход | Не финишировал                                                     |
| НКВ | Не прошёл квалификацию                                             |
| НПКВ | Не прошёл предквалификацию                                         |
| ДСК | Дисквалифицирован                                                  |
| ИСК | Исключён из протокола соревнований                                 |
| ТТ | Заявлен для участия только в тренировках                           |
| НС | Участвовал в квалификации, но не стартовал в гонке                 |
| Т | Травмирован или болен                                              |
| ОТК | Отказ от участия                                                   |
| НТР | Прибыл на соревнования, но на трассу не выезжал                    |
| НПР | Был заявлен в числе участников, но не прибыл к началу соревнований |
| О | Соревнования отменены                                              |
| | Не участвовал                                                      |
| Поул-позиция |                                                                    |
| Быстрый круг |                                                                    |

| Год  | Команда          | Двигатель            | Ш | Пилоты            | 1    | 2   | 3   | 4   | 5   | 6   | 7   | 8    | 9   | 10   | 11  | 12  | 13  | 14  | 15  | 16   | 17   | 18  | 19  | Место | Очки |
| ---- | ---------------- | -------------------- | - | ----------------- | ---- | --- | --- | --- | --- | --- | --- | ---- | --- | ---- | --- | --- | --- | --- | --- | ---- | ---- | --- | --- | ----- | ---- |
| 2015 | Scuderia Ferrari | Ferrari 059/4 1,6 V6 | P |                   | АВС  | МАЛ | КИТ | БАХ | ИСП | МОН | КАН | АВТ  | ВЕЛ | ВЕН  | БЕЛ | ИТА | СИН | ЯПО | РОС | США  | МЕК  | БРА | АБУ | 2     | 428  |
| 2015 | Scuderia Ferrari | Ferrari 059/4 1,6 V6 | P | Себастьян Феттель | 3    | 1   | 3   | 5   | 3   | 2   | 5   | 4    | 3   | 1    | 12† | 2   | 1   | 3   | 2   | 3    | Сход | 3   | 4   | 2     | 428  |
| 2015 | Scuderia Ferrari | Ferrari 059/4 1,6 V6 | P | Кими Райкконен    | Сход | 4   | 4   | 2   | 5   | 6   | 4   | Сход | 8   | Сход | 7   | 5   | 3   | 4   | 8   | Сход | Сход | 4   | 3   | 2     | 428  |

† Сошёл, но был классифицирован, так как преодолел больше 90% дистанции гонки.